# Leptoctenus paradoxus
Leptoctenus paradoxus là một loài nhện trong họ Ctenidae.
Loài này thuộc chi Leptoctenus. Leptoctenus paradoxus được Frederick Octavius Pickard-Cambridge miêu tả năm 1900.